# Метиленциклопропан
Метиле́нциклопропа́н — органическое соединение с формулой (CH2)2C=CH2, алициклический олефин с экзоциклической (внешней по отношению к циклу) двойной связью. Первый представитель семейства метиленциклоалканов. Бесцветный, легко конденсирующийся газ. Используется в качестве реагента в органическом синтезе.

## Получение
Препаративный метод получения основан на  внутримолекулярной циклизации 2-метил-3-хлорпропена (металлилхлорида) под действием сильного основания, которая является реакцией 1,3-элиминирования. Реакция протекает с образованием смеси метиленциклопропана и метилциклопропана, соотношение которой зависит от выбранного основания и растворителя: фениллитий и гексаметилдисилазиламид лития и амид лития в апротонных растворителях почти полностью смещают направление реакции в сторону образования метилциклопропена, в то время как гесаметилдисилазиламиды натрия и особенно калия, а также амид натрия (особенно в присутсии добавок трет-бутилата калия)  способствуют образованию метиленциклопропана.  Чистый метиленциклопропан получают пропускание получаемой смеси изомерных алкенов через раствор трет-бутилата калия в трет-бутаноле; при этом происходит полная изомеризация метилциклопропена в метиленциклопропан. 
Также метиленциклопропан получают обработкой тозилгидразона циклобутанона  метилатом натрия в N-метилпирролидоне или диэтиленгликоле при нагревании. При этом в качестве побочного продукта образуется циклобутен и примеси бутадиена-1,3. При этом, вначале образуется диазоциклобутан, который разлагается при нагревании с потерей молекулы азота и образованием карбена, перегруппировывающегося  в олефины. 

## Примечание
1. ↑  Ronald M. Magid, Thomas C. Clarke, Charles D. Duncan. Efficient and convenient synthesis of 1-methylcyclopropene (англ.) // The Journal of Organic Chemistry. — 1971-05. — Vol. 36, iss. 9. — P. 1320–1321. — ISSN 1520-6904 0022-3263, 1520-6904. — doi:10.1021/jo00808a041. Архивировано 13 февраля 2023 года.
2. 1 2 3  Paul Binger, Axel Brinkmann, Petra Wedemann. Highly Efficient Synthesis of Methylenecyclopropane (англ.) // Synthesis. — 2002. — Iss. 10. — P. 1344–1346. — ISSN 1437-210X 0039-7881, 1437-210X. — doi:10.1055/s-2002-33122. Архивировано 4 июня 2018 года.
3. ↑  Roland Köster, Someshwar Arora, Paul Binger. Methylencyclopropan sowie 1- und 3-Methylcyclopropen aus Methallylchloriden und Alkalimetallamiden (нем.) // Justus Liebigs Annalen der Chemie. — 1973-07-27. — Bd. 1973, H. 7. — S. 1219–1235. — doi:10.1002/jlac.197319730715.
4. ↑  CYCLOBUTANONE FROM METHYLENECYCLOPROPANE via OXASPIROPENTANE (англ.) // Organic Syntheses. — 1977. — Vol. 57. — P. 36. — doi:10.15227/orgsyn.057.0036. Архивировано 24 мая 2023 года.
5. ↑  L. Friedman, H. Shechter. REARRANGEMENT AND FRAGMENTATION REACTIONS IN CARBENOID DECOMPOSITION OF DIAZO HYDROCARBONS (англ.) // Journal of the American Chemical Society. — 1960-02. — Vol. 82, iss. 4. — P. 1002–1003. — ISSN 1520-5126 0002-7863, 1520-5126. — doi:10.1021/ja01489a063. Архивировано 24 мая 2023 года.